# Всё как надо
«Всё как надо» (англ. Getting It Right) — кинофильм. Экранизация одноимённого произведения 1982 года, писательницы Элизабет Джейн Говард.

## Сюжет
Гэвину 31 год, но он всё ещё живёт с родителями. Он очень застенчив и даже не может предположить, что им увлекутся такие женщины, как настоящая леди Минерва Мандей и сексуально озабоченная миллионерша Джоан. Но Гэвин предпочтёт им не очень красивую парикмахершу.

## В ролях
- Джесси Бёрдселл — Гэвин Ламб
- Джейн Хоррокс — Дженни
- Хелена Бонэм Картер — леди Минерва Мандей
- Пэт Хэйвуд — миссис Ламб
- Брайен Прингл — мистер Ламб
- Линн Редгрейв — Джоан
- Ричард Хьюв — Гарри
- Джон Гилгуд — сэр Гордон Мандей
- Джуди Парфитт — леди Стелла Мандей
- Питер Кук — мистер Эдриан
- Ширли Энн Филд — Энн
- Ян Рэдфорд — Билл

## Съёмочная группа
- Режиссёр: Рэндл Клайзер
- Сценарист: Элизабет Джейн Ховард
- Продюсеры: Джонатан Крэйн и Рэндл Клайзер
- Композитор: Колин Таунс
- Оператор: Клайв Тикнер